# Matheus França
Matheus França de Oliveira dit Matheus França, né le 1er avril 2004 à Rio de Janeiro au Brésil, est un footballeur brésilien qui évolue au poste de milieu offensif à Crystal Palace.

## Biographie

### CR Flamengo
Né à Rio de Janeiro au Brésil, Matheus França est formé au CR Flamengo. Avec les moins de 17 ans du club, il remporte notamment la coupe du Brésil en 2021, en plus du championnat remporté plus tôt.
Il joue son premier match en professionnel le 7 décembre 2021, à l'occasion d'une rencontre de championnat du Brésil de première division face au Santos FC. Il entre en jeu et son équipe s'incline par un but à zéro.
Le 25 janvier 2022, França prolonge son contrat avec Flamengo jusqu'en avril 2027,. Le 6 avril 2022, il fait sa première apparition en Copa Libertadores face au Club Sporting Cristal. Il entre en jeu lors de cette rencontre remportée par son équipe par deux buts à zéro. Quelques jours plus tard il se blesse et est écarté des terrains pendant trois mois. Il fait son retour en juillet 2022.

### Crystal Palace
Le 1er août 2023, le CR Flamengo annonce le transfert de Matheus França à Crystal Palace, en Angleterre. La valeur de la transaction est estimée à 20 millions d’euros (environ 104 millions de re dollars de rand). De plus, Flamengo recevra 5 millions d'euros supplémentaires en bonus si l'athlète atteint certains objectifs. Le transfert est officialisé par Crystal Palace le 5 août 2023. Le joueur signe un contrat de cinq ans, soit jusqu'en juin 2028.
Il joue son premier match sous ses nouvelles couleurs le 21 octobre 2023, lors d'une rencontre de championnat face à Newcastle United. Il entre en jeu à la place de Will Hughes et son équipe est battue par quatre buts à zéro,.

### En sélection
Matheus França représente l'équipe du Brésil des moins de 16 ans en 2019 pour un total de cinq matchs joués.

## Statistiques
| Saison                | Club                  | Championnat           | Championnat | Championnat | Championnat | Coupe(s) nationale(s) | Coupe(s) nationale(s) | Coupe(s) nationale(s) | Supercoupe | Supercoupe | Supercoupe | Compétition(s) continentale(s) | Compétition(s) continentale(s) | Compétition(s) continentale(s) | Compétition(s) continentale(s) | Ligue régionale | Ligue régionale | Ligue régionale | Total | Total | Total |
| Saison                | Club                  | Division              | M.          | B.          | P.d.        | M.                    | B.                    | P.d.                  | M.         | B.         | P.d.       | Comp.                          | M.                             | B.                             | P.d.                           | M.              | B.              | P.d.            | M.    | B.    | P.d.  |
| 2021                  | CR Flamengo           | Série A               | 2           | 0           | 0           | -                     | -                     | -                     | -          | -          | -          | CL                             | -                              | -                              | -                              | -               | -               | -               | 2     | 0     | 0     |
| 2022                  | CR Flamengo           | Série A               | 17          | 4           | 0           | 1                     | 0                     | 0                     | -          | -          | -          | CL                             | 2                              | 1                              | 0                              | 3               | 1               | 0               | 23    | 6     | 0     |
| 2023                  | CR Flamengo           | Série A               | 19          | 1           | 0           | 2                     | 0                     | 0                     | 1          | 0          | 0          | CL                             | 3                              | 1                              | 0                              | 3               | 1               | 0               | 28    | 3     | 0     |
| Sous-total            | Sous-total            | Sous-total            | 38          | 5           | 0           | 3                     | 0                     | 0                     | 1          | 0          | 0          | -                              | 5                              | 2                              | 0                              | 6               | 2               | 0               | 53    | 9     | 0     |
| 2023-2024             | Crystal Palace        | Premier League        | 10          | 0           | 0           | 2                     | 0                     | 0                     | -          | -          | -          | -                              | -                              | -                              | -                              | -               | -               | -               | 12    | 0     | 0     |
| 2024-2025             | Crystal Palace        | Premier League        | 4           | 1           | 0           | 3                     | 0                     | 0                     | -          | -          | -          | -                              | -                              | -                              | -                              | -               | -               | -               | 7     | 1     | 0     |
| Sous-total            | Sous-total            | Sous-total            | 14          | 1           | 0           | 5                     | 0                     | 0                     | -          | -          | -          | -                              | -                              | -                              | -                              | -               | -               | -               | 19    | 1     | 0     |
| Total sur la carrière | Total sur la carrière | Total sur la carrière | 42          | 6           | 0           | 8                     | 0                     | 0                     | 1          | 0          | 0          | -                              | 5                              | 2                              | 0                              | 6               | 2               | 0               | 62    | 10    | 0     |